# Metriopelia
Metriopelia – rodzaj ptaków z podrodziny siniaczków (Claravinae) w rodzinie gołębiowatych (Columbidae).

## Zasięg występowania
Rodzaj obejmuje gatunki występujące w Ameryce Południowej.

## Morfologia
Długość ciała 16–23 cm; masa ciała 66–125 g.

## Systematyka

### Etymologia
- Metriopelia (Metriopeleia): gr. ετριος metrios „skromny”, od μετρον metron „miara”; πελεια peleia „gołąb”[8].
- Gymnopelia: gr. γυμνος gumnos „goły, nagi”; πελεια peleia „gołąb”[9]. Gatunek typowy: Columba erythrothorax Meyen, 1834 (= Columba (Chamoepelia) cecilioe Lesson, 1845).
- Leptophaps: gr. λεπτος leptos „delikatny, smukły”; φαψ phaps, φαβος phabos „gołąb”[10]. Gatunek typowy: Columba aymara Prévost, 1840.

### Podział systematyczny
Do rodzaju należą następujące gatunki:
- Metriopelia aymara (Prévost, 1840) – żółtook złotoplamy
- Metriopelia melanoptera (G.I. Molina, 1782) – żółtook duży
- Metriopelia ceciliae (Lesson, 1845) – żółtook łuskowany
- Metriopelia morenoi (Sharpe, 1902) – żółtook szarogłowy